# Dominik Cẩm
Św. Dominik Cẩm, (wiet.) Đaminh Cẩm (ur. ? w Cẩm Chương, prowincja Bắc Ninh w Wietnamie, zm. 11 marca 1859 r. w Hưng Yên w Wietnamie) – święty Kościoła katolickiego, męczennik, wietnamski prezbiter katolicki.
Data urodzenia Dominika Cẩm nie jest znana. Był już księdzem, kiedy został tercjarzem dominikańskim. Prowadził działalność misyjną w prowincji Hưng Yên. Podczas prześladowań chrześcijan w Wietnamie ukrywał się, często zmieniając miejsce pobytu. Został aresztowany 21 stycznia 1859 r. i uwięziony w Hưng Yên. Został ścięty 11 marca 1859 r.
Dzień wspomnienia: 11 marca; 24 listopada w grupie 117 męczenników wietnamskich.
Beatyfikowany 29 kwietnia 1951 r. przez Piusa XII. Kanonizowany przez Jana Pawła II 19 czerwca 1988 r. w grupie 117 męczenników wietnamskich, ofiar prześladowań religijnych, które w okresie od 1645 do 1886 roku pochłonęły 113 tys. ludzi.